# 897 v.Chr.
Het jaar 897 v.Chr. is een jaartal volgens de christelijke jaartelling.

## Gebeurtenissen

### Palestina
- Koning Asa van Juda verslaat een Egyptisch expeditieleger en bevrijdt zich van de onderdrukking.
- Byblos richt een beeld van Osorkon I op in een van zijn heiligdommen. (2 Kronieken 14: 8-15)